# Goober and The Ghost Chasers
Goober e os caçadores de fantasmas (Goober and the ghost chasers, no original (em inglês)) foi um desenho produzido pela Hanna-Barbera que foi ao ar pela primeira vez em 8 de setembro de 1973, nos EUA, na Rede ABC. Semelhante ao grande sucesso da Hanna-Barbera, Scooby-Doo, Goober também se trata de um grupo de jovens, resolvendo casos de mistérios assombrosos, acompanhados de um cachorro, Goober. A grande diferença é que muitos dos fantasmas são reais.
Goober tem a capacidade de ficar invisível quando se apavora com os fantasmas e isso acontece com frequência pois ele é um covarde de mão cheia. Comicamente ficam visíveis sua indumentária, que consiste numa touca e na coleira. No total foram produzidos 16 episódios. No Brasil a série foi apresentada em meados da década de 1970 (Rede Globo) até final dos anos 80.
Além dos adolescentes que acompanham Goober e que fazem parte da revista "Caçadores de fantasmas", uma publicação que trata sobre assuntos sobrenaturais, aparecem como co-protagonistas da série os Partridge Kids (crianças da Família Dó-Ré-Mi, no Brasil)

## Personagens
- Gilly
- Ted
- Tina
- Goober
- Partridge Kids

## Episódios
Todos episódios foram dirigidos por William Hanna e Joseph Barbera, e escritos por Tom Dagenais, Warren S. Murray, e Dick Robbins.
| Número | Título                                 | Sinopse |
| ------ | -------------------------------------- | --- |
| 01     | The Ahab Apparition                    | A Família Dó-Ré-Mi está de férias na praia, mas não ficam em paz. O fantasma do Capitão Ahab e de Moby Dick estão assombrando a mansão na colina e Goober e os caçadores vão atrás de uma reportagem para a revista. |
| 02     | Brush Up Your Shakespeare              | A Família Dó-Ré-Mi deveria tocar em um concerto mas a apresentação é cancelada quando o fantasma de Macbeth assombra o local.                                                                                        |
| 03     | The Galloping Ghost                    | Goober e a turma investigam uma casa mal-assombrada após a reportagem do "Fantasma galopante" a fim de conseguir uma história para a revista "Caçadores de Fantasmas".                                               |
| 04     | The Singing Ghost                      | O monstro de Frankenstein III convence a Família Dó-Ré-Mi a ir ao seu castelo para um musical. Lá, eles percebem que a única coisa que ele quer é a voz de Danny.                                                    |
| 05     | The Ghost Ship                         | Goober e a turma estão abordo de um navio pirata para fotos de publicidade, quando o navio fica à deriva graças a alguns espíritos.                                                                                  |
| 06     | Mummy knows best                       | A Família Dó-Ré-Mi, Goober e a turma decidem passar férias em Kahrobi, terra das noites árabes e dos fantasmas! |
| 07     | The haunted Wax Museum                 | Com uma folga entre os concertos, a Família Dó-Ré-Mi decide visitar um velho museu de cera, assombrado por fantasmas.                                                                                                |
| 08     | Aloha ghost                            | Goober e a turma viajam ao Havaí para cobrir uma história de um local assombrado. |
| 09     | The Wicked Witch Dog                   | Um cão sobrenatural está assombrando um farol na Escócia. |
| 10     | Venice Anyone?                         | Goober e a turma viajam à Veneza para investigar uma gôndola mal-assombrada. |
| 11     | West young ghost go west               | Num parque de diversões, a casa mal-assombrada está um pouco mais do que assombrada para a Família Dó-Ré-Mi, Goober e a turma.                                                                                       |
| 12     | A Hard day´s knight                    | |
| 13     | Is Sherlock Holme?                     | Goober e a turma viajam para a Inglaterra para resolver um mistério. São auxiliados por um parente do famoso detetive Sherlock Holmes.                                                                               |
| 14     | That snow ghost                        | Goober e turma são contratados por um resort de esqui para investigar o Fantasma da Neve. |
| 15     | Inca Dinka Doo                         | |
| 16     | Old McDonald had a ghost - EE II EEYOW | Goober e a turma visitam uma fazenda mal-assombrada. |

## Créditos
- Produtores executivos: William Hanna, Joseph Barbera
- Diretor de animação: Charles A. Nichols
- Produtor associado: Alex Lovy
- Animação: Jerry Hathcock, Frank Andrina, George Cannata, Izzy Ellis, Hugh Fraser, Bob Hathcock, Ron Campbell, Ed DeMattia,Jack Foster, Alan Green, Hicks Lokey, Carlo Vinci
- História: Dick Robbins, Tom Dagenais, Warren Murray, Dick Wilson, Barry Blitzer, Jack Kaplan, Marty Roth, Steve White; Brad Case, Earl Kelin, George Singer, Gary Hoffman, Dan Mills
- Direção de história: Irv Spector
- Editor: Larry Cowan
- Produtor criativo: Iwao Takamoto
- Design de produção: Bob Singer
- Supervisor de produção: Victor O. Schipek
- Diretor Musical: Hoyt Curtin
- Supervisor musical: Paul DeKorte
- Layout: Lew Ott, Pete Alvarado, Ron Campbell, Jim Fletcher, Gary Hoffman, Mike Arens, Nino Carbe, Dave High, Herb Johnson, Floyd Norman
- Supervisor técnico: Frank Pakier
- Direção de som: Richard Olson, Bill Getty
- Editor musical: Pat Foley

## Elenco

### Atores
- Goober: Paul Winchell
- Ted: Frank Welker
- Gillie: Ronnie Schell
- Tina: Jo Ann Harris
- Laurie: Susan Day
- Tracey: Suzanne Crough
- Michael: Jerry Dexter
- Chris: Brian Forster
- Danny: Danny Bonaduce

### Vozes
- Estúdio: TV Cinesom
- Goober: Olney Cazarré
- Gillie: Jorge Pires
- Ted: Marcos Miranda
- Tina: Neuza Azevedo
- Laurie: Maralise Tartarine
- Tracey: Ivete Jayme
- Michael: Ézio Ramos
- Chris: Orlando Viggiani
- Danny: Zezinho Cutolo